# Персонажі Смолвіля

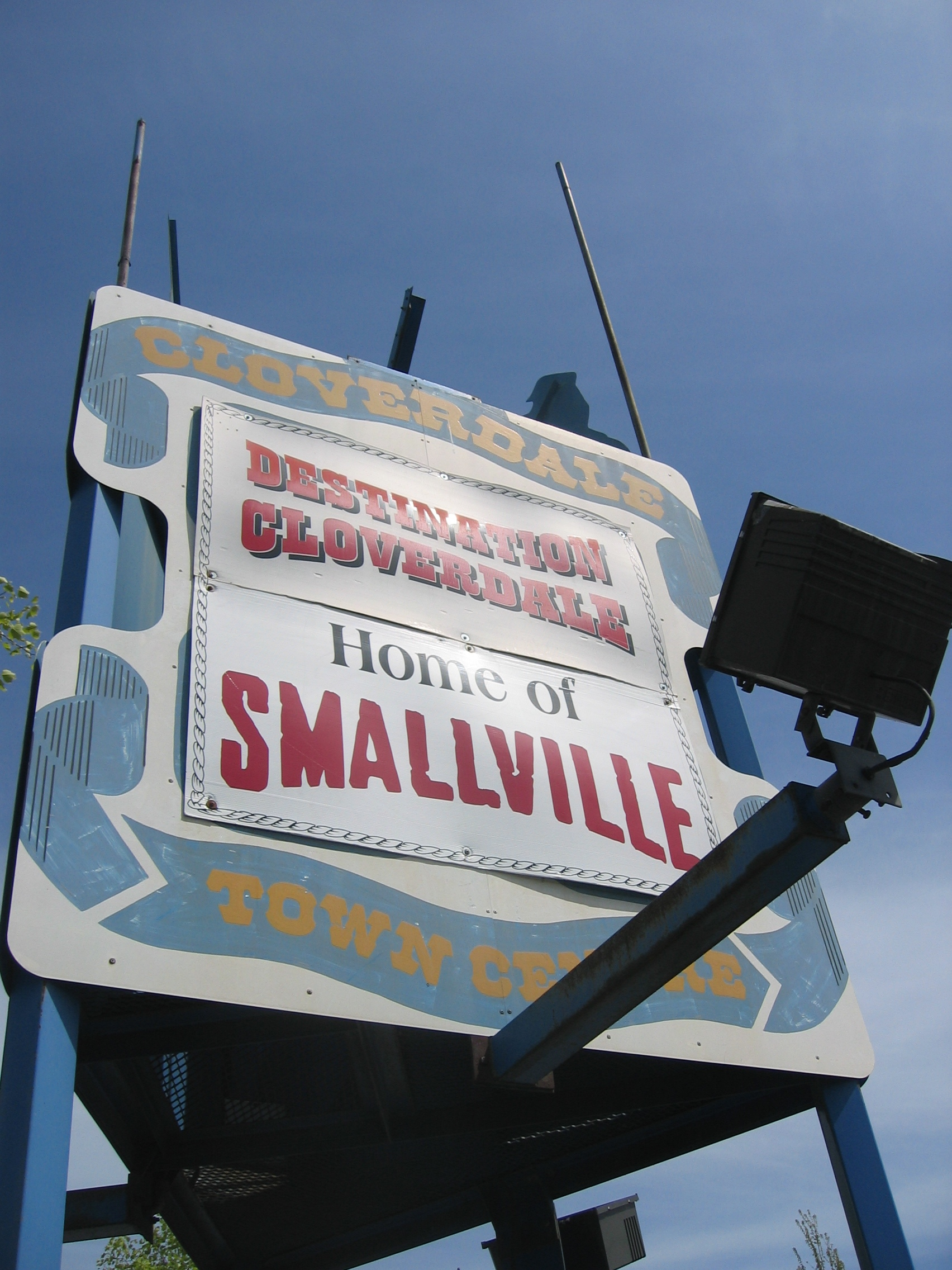
Знак міста Смолвіль

«Таємниці Смолвіля», «Смолвіль» — американський телесеріал сценариста і продюсера Альфреда Гоу і Майлза Міллара, показаний спочатку мережою The WB. Після п'ятого сезону, WB і UPN об'єдналися в The CW, яка є поточним мовником для шоу в США. Шоу показує особливості регулярних персонажів, кількість яких складалася з восьми головних героїв станом на перший сезон. З тих пір їхня кількість зменшилася, але тих, що вибули, замінили нові персонаж. Крім того, «Смолвіль» запрошував до себе відомих зірок, іноді вони залишалися на кілька сезонів.

Акторський склад четвертого сезону

## Окремі персонажі
- Кларк Кент (грає Том Уеллінг) — головний герой, є прибульцем з планети Криптон, згідно з історією про Супермена. Спочатку має лише суперсилу, суперміць і супер швидкість, з часом набуває рентгенівського зору, теплового бачення, суперслуху, суперподиху. Тема про політ Кларка розвивається протягом всіх сезонів, але він досі не навчився літати (до того ж боїться висоти). Зараз працює у мегапопулярній газеті міста Метрополіс Дейлі Пленет.
- Лана Ленг (грає Крістін Кройк) — улюблена дівчина Кларка. Її батьки загинули під час метеоритного дощу у 1989 році, за що Кларк себе ненавидить. У п'ятому сезоні вийшла за Лекса Лутора. Зараз живе подалі від Метрополісу через події 8 сезону
- Лекс Лутор (грає Майкл Розенбаум) — бізнесмен, якого врятував Кларк під час аварії. У нього немає близьких людей. Його мати померла, його молодший брат Юліан теж, його батька не дуже цікавить життя сина, дружина Лана відвернулась від нього, а свого найкращого шкільного друга він вбив власноруч, тому що той не хотів приєднатися до поганих хлопців. У шостому сезоні Лекс на деякий час стає надлюдиною (насправді просто вмістилищем для Генерала Зода).
- Хлоя Салліван (грає Еллісон Мек) — найкраща подруга Кларка, яка ніколи його не зрадить, навіть коли ніхто йому не вірить, Хлоя завжди готова допомогти Кларку. Зараз працює у газеті Дейлі Пленет. У восьмому сезоні вийшла заміж за фотографа Пленет Джиммі Олсена. Зараз виконує роль «Вартової Вежі», допомагаючи супергероям
- Піт Росс (грає Сем Джонс III) — один з найкращих друзів Кларка, афроамериканець. Росс грав у регбі за команду Смолвільські круки. У третьому сезоні йому погрожували злочинці і він поїхав з міста. Повертався на один епізод у 7 сезоні
- Марта Кент (грає Аннет О'Тул) — прийомна мати Кларка. Після того, як гине її чоловік, займає посаду сенатора міста Смолвіль.
- Джонатан Кент (грає Джон Шнейдер) — прийомний батько Кларка. У п'ятому сезоні його обирають сенатором Смолвіля, але того ж дня він гине і його посаду займає Марта Кент.
- Лайонел Лутор (грає Джон Гловер) — батько Лекса Лутора, бізнесмен, володар компанії ЛуторКорп. У сьомому сезоні гине від рук Лекса.
- Вітні Фордмен (грає Ерік Джонсон) — колишній хлопець Лани, капітан футбольної команди Смолвільські круки. У кінці першого сезону йде працювати піхотинцем, і у другому сезоні гине у мінному полі.
- Лоіс Лейн (грає Еріка Дюранс) — кузина Хлої Салліван, нова дівчина Кларка. Працює у Дейлі Пленет. Дуже набридлива, завжди пхає свій ніс куди не треба.
- Джиммі Олсен (грає Аарон Ешмор) — друг Кларка, з восьмого сезону чоловік Хлої. Працював фотографом у газеті Дейлі Пленет, загинув у восьмому сезоні.